# Nitrate Kisses
Pour plus de détails, voir Fiche technique et Distribution.
Nitrate Kisses est un film documentaire féministe et lesbien réalisé en 1992 par Barbara Hammer. Ce film explore la répression et la marginalisation des personnes LGBT depuis la Première Guerre mondiale. Il s'agit du premier volet d'une trilogie sur le lesbianisme.

## Synopsis
Nitrate Kisses combine des entretiens avec des couples gays et lesbiens, des scènes de sexe, des images du film homoérotique de 1933 Lot à Sodome et des images de l'histoire LGBT . Les quatre scènes de sexe sont deux lesbiennes âgées, un couple gay interracial, deux jeunes femmes de couleur percées et tatouées et un couple de lesbiennes S/M. 
Pendant la sexe du couple lesbien âgée, le film raconte l'histoire de la romancière américaine Willa Cather, qui a détruit de nombreuses lettres et papiers personnels avant sa mort afin de supprimer les preuves de son lesbianisme. Pendant les scènes du couple homosexuel masculin, le film évoque le code de production cinématographique de 1930 qui interdit la représentation de rapports sexuels interraciaux,.
Une autre section explore le traitement réservé aux lesbiennes par le Troisième Reich.

## Autour du film
Nitrate Kisses est le premier long métrage de Barbar Hammer,. C'est le premier volet d'une trilogie sur le lesbianisme : Nitrate Kisses en 1992, Tender Fictions en 1995 ; History Lessons en 2000. Ces trois films sont consacrés à l’invisibilisation des minorités de genre, de sexualité et de race. Barbara Hammer propose des contre-récits gays et lesbiens.
Dans une interview pour le livre d 'Alexandra Juhasz , Women of Vision : Histories in Feminist Film and Video, Barbara Hammer qualifie Nitrate Kisses de son meilleur travail.

## Distribution
La première projection de Nitrate Kisses a lieu au Festival des festivals de Toronto le 12 septembre 1992. Il sort sur cassette VHS, le 16 décembre 1998. Le film est sélectionné pour être projeté au 66e Festival international du film de Berlin en février 2016, pour célébrer le 30e anniversaire des Teddy Awards.

## Distinctions
- Polar Bear Award, Festival international du film de Berlin , 1993
- prix du meilleur documentaire, Internacional de Cine Realizado por Mujeres à Madrid, 1993[15]

## Fiche technique
- Durée : 67 minutes
- Pellicule : 16 mm
- Production : Barbara Hammer
- Direction : Barbara Hammer
- Scénario : Barbara Hammer
- Photographie : Barbara Hammer
- Casting : Jerre, Maria, Ruth, Sandy Binford, Barbara Hammer